# Ehrenwinkel der Alten Kämpfer
De Ehrenwinkel der Alten Kämpfer (vertaald: Erechevron voor de Oude Strijder), was een nazipartijonderscheiding die door de leden van de Schutzstaffel (SS) gedragen werd. Op 3 februari 1934, keurde Adolf Hitler het dragen van de zilveren chevron goed. Deze werd gedragen op de rechterbovenarm. Alle leden van de SS, die zich vóór 30 januari 1933 aangesloten hadden bij de Allgemeine-SS, NSDAP of een andere partijorganisatie waren gerechtigd de chevron te dragen.

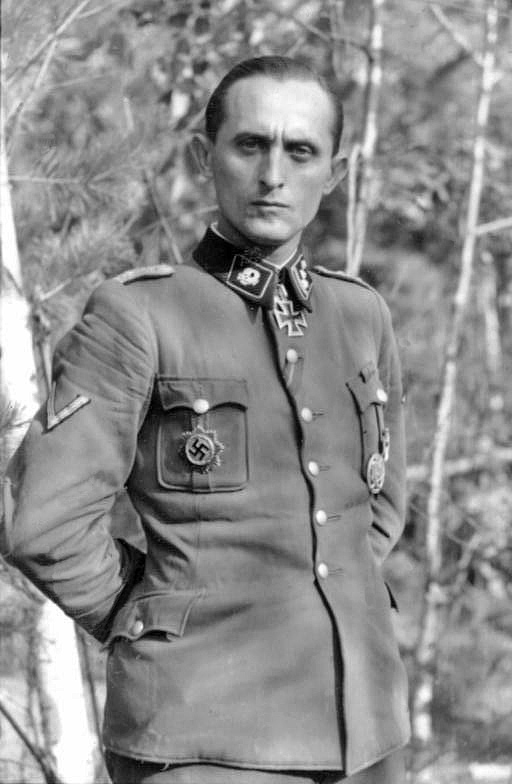
SS-Hauptsturmführer Max Seela draagt de Ehrenwinkel zoals voorgeschreven op de mouw van de rechterbovenarm.

Na de Anschluss van Oostenrijk, keurde de nazipartij het dragen van de chevron voor alle Oostenrijkers die de Oostenrijkse Nationaalsocialistische Arbeiderspartij (DNSAP) toegetreden waren vóór 18 februari 1938 goed. De kwalificaties werden later uitgebreid om alle SS-personeelsleden die voormalig lid waren van de nazi geheime diensten, de Ordnungspolizei en Wehrmacht, als zij aan bepaalde voorwaarden voldeden.
Degenen die de chevron droegen kregen in het Duits de bijnaam Winkelträger (chevrondragers). Het woord Winkelträger kan echter ook plankensteun betekenen. Die betekenis gold in overdrachtelijke zin ook voor de dragers van de chevron: zij ondersteunden het naziregime, zoals plankdragers een plank ondersteunen.